# Rumpelstiltskin Grinder
A Rumpelstiltskin Grinder (RSG) 2002–2012 között aktív thrash metal zenekar volt. Az együttes a Pennsylvania állambeli Philadelphiában alakult meg. Lemezkiadók: Relapse Records, Candlelight Records.

## Tagok
- Matt Moore – ritmusgitár, éneklés
- Shawn Riley – basszusgitár, éneklés
- Pat Battaglia – dobok, ütős hangszerek
- Ryan Moll – gitár

Volt tagok: Eli Shaika, Mike Hrubovcak, Jason Sidote.

## Diszkográfia

### Stúdióalbumok
- Buried in the Front Yard (2005)
- Living for Death, Destroying the Rest (2009)
- Ghostmaker (2012)

## Egyéb kiadványok

### Koncertalbumok
- Raped by Bears (2003)

### Split lemezek
- Jumbo's Killcrane / Rumpelstiltskin Grinder (2004)
- Jason Gross/Guitar Rumpelstiltskin Grinder (2004)
- Speed'n'Spikes Vol.1 (2008)
- Urine Trouble/Nothing Defeats the Skull (2008)